# Рзаев, Заур Рза оглы
Заур Рза оглы Рзаев (азерб. Zadir (Zaur) Rza oğlu Rzayev; 10 октября 1937, Şürük, Ленкоранский район — 29 января 2010, Баку)  — азербайджанский военный деятель, генерал-майор Национальной армии Азербайджана, участник Первой карабахской войны.

## Ранние годы
Заур Рзаев родился 10 октября 1937 года в селении Шюрюк Ленкоранского района Азербайджанской ССР. В 1955 году окончил среднюю школу в родном селе и в том же году поступил на физико-математический факультет Педагогического института в Баку.

## Служба вСоветской армии
В 1958 году, прервав учёбу в институте, поступил в Бакинское высшее общевойсковое командное училище. В 1962 году с отличием его окончил и был направлен для прохождения дальнейшей службы в Группу советских войск в Германии. Прослужив в ГСВГ около пяти лет, направлен в Закавказский военный округ (ЗАКВО). Служил вначале в должности начальника штаба, затем командира батальона. 
В 1971 году поступил в Военную академию имени М. В. Фрунзе в Москве. После окончания академии продолжал службу в ЗАКВО до 1988 года, когда был уволен с должности заместителя командира полка в запас. Работал заместителем начальника военной кафедры Азербайджанского государственного университета. Получил звание полковника.

## Служба в Национальной армии Азербайджана

1993 год, 10 октября. Джебраил, перед боем за деревню Куйджак. Генерал-майор, Заур Рзаев, осматривает позиции.

Именно благодаря его личным усилиям 9 октября 1991 года, была сформирована первая военная часть Вооружённых сил Азербайджана. Он был назначен командиром бригады и отправлен на Карабахский фронт. Летом 1992 года под его руководством были освобождены 12 деревень в Агдеринском и 40 деревень в Лачинском районах. 
Руководил контрнаступлением азербайджанских войск в направлении Бейлаган и Физули. 
За отвагу и боевые заслуги Рзаеву указом президента страны А. Эльчибея 19 октября 1992 года присвоено звание генерал-майора.
16 июня 1993 года в Министерстве обороны Азербайджана был образован штаб фронта и генерал-майор Заур Рзаев был назначен командующим фронтом. Одновременно указом президента Г. Алиева он был назначен первым заместителем министра обороны. 
28-29 августа 1993 года при исполнении служебных обязанностей недалеко от Бейлагана, при загадочных обстоятельствах, невыясненных по сей день, попал в автокатастрофу. В результате получил черепно-мозговую травму и более трёх месяцев вынужден был провести в военном госпитале на лечении.
После выхода в отставку был председателем Совета ветеранов воинской части № 701.
Скончался 29 января 2010 года.